# ゲイ・コミュニティ

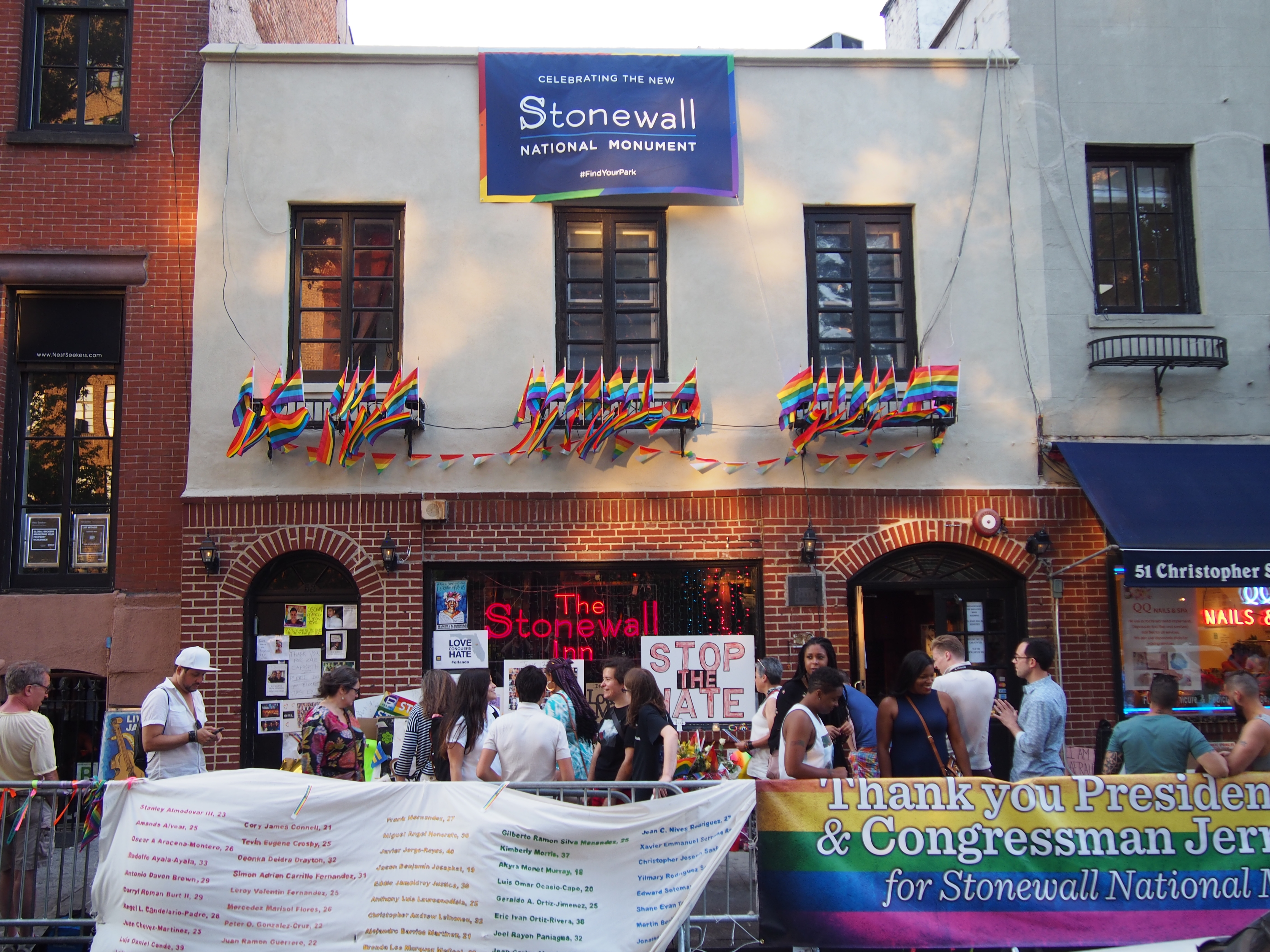
1969年6月のストーンウォールの反乱の現場であるマンハッタンのグリニッチ・ヴィレッジのゲイ・ダウンにあるストーンウォール・インは、現代のLGBTの権利運動の発祥地であり、 LGBT文化の象徴となっており、レインボープライドフラッグで飾られている。

ゲイ・コミュニティまたはLGBTコミュニティ（LGBTQ+コミュニティ、LGBTQIA+コミュニティ、GLBTコミュニティまたはクィアコミュニティ）は、共通の文化と社会運動によって団結したレズビアン、ゲイ、バイセクシュアル、トランスジェンダーの個人を大まかに定義したグループを意味する言葉である。
これらのコミュニティは一般的にゲイ・プライドや多様性、個性、セクシュアリティを支援する役割を担っている。LGBTの社会活動家や社会学者はLGBTコミュニティの成立理由を強制的異性愛（異性愛中心主義、ヘテロセクシズム）やホモフォビア、トランスフォビア、性の否定性、巨大社会で生き残るための適応に対する苦悩、などに対する防御行動であると考えている。ゲイ・プライドという言葉はLGBTコミュニティの固有性や共同体性の強さの象徴として表現され、ゲイ・プライド・パレードはこの言葉の意味する両方の主旨を運動に用いた典型例である。LGBTコミュニティは政治的所属においては様々である。全てのLGBTの人々が必ずしもLGBTコミュニティの一員になっている訳ではないとされる。
LGBTコミュニティの一部とされるものにゲイ・タウンやLGBTの人権団体、企業におけるLGBTの従業員グループ、大学などの教育機関におけるLGBTの学生団体、LGBTの宗教支持団体などがある。また、LGBTコミュニティの中にレザー、ベア、チャブ、レズビアン、バイセクシャルのコミュニティ、トランスジェンダー、ドラァグ、レイブなどのサブコミュニティが存在している。

## コミュニティのシンボル
ゲイ・コミュニティにはレインボーやレインボーフラッグをはじめとした固有のシンボルが存在する。ギリシャ語のラムダ「λ」（解放を意味する"liberation"の頭文字「L」）やトライアングル、リボン、ジェンダーシンボルは「ゲイの支持」（gay acceptance）のシンボルとしても使われている。
ゲイ・コミュニティや、そのサブコミュニティには様々な種類の象徴旗が存在するが広く認められたものがレインボーフラッグである。レインボーフラッグの制作者で知られるギルバート・ベイカーは、発案当初の8色それぞれに、コミュニティにおける価値を象徴する以下のような意味が込められている。
- ピンク：sexuality（セクシャリティ）
- 赤：life（生命）
- 橙：healing（癒やし）
- 黄：sunlight（太陽）
- 緑：nature（自然）
- 青：art（芸術）
- 藍：harmony（調和）
- 紫：spirit（精神）

1979年のプライド・パレードにて披露された最初の8色フラッグは、後にピンクと藍が取り除かれて現在の6色のデザインになった。他の象徴旗としてエイズ撲滅のフラッグ、レザー・プライドのフラッグ、ベアー・プライドのフラッグなどがある。
ラムダのシンボルは、元々1970年にニューヨークのゲイ活動連盟がゲイ解放戦線から独立した際に取り入れられたものである。ラムダが選ばれた理由は、何も知らない人々がシンボルを見た時にゲイ・コミュニティのものではなく大学のシンボルと混同することを意図したためであった。1974年12月、スコットランドのエディンバラで行われた国際同性愛者人権会議（International Gay Rights Congress）でゲイ・レズビアンの人権を象徴する国際的なシンボルにラムダは正式に選ばれた。
トライアングルはホロコーストの後にゲイ・コミュニティのシンボルになった。三角形のサインはドイツ法により殺されたユダヤ人だけでなく同性愛者にも付されていた。ホロコーストの間、ユダヤ人や通常の犯罪者、政治犯と区別されるために同性愛者はピンク色の三角形を付けられていた。 黒の三角形はピンクの三角形と同じ様な意味でレズビアンの女性のみを象徴する意味に用いられる。
ジェンダーシンボルは同性愛/両性愛の種類によって数多くのものが存在し、それぞれに異なる意味が込められているが他のシンボルと比べてあまり表立って見かけることは少ない。ゲイ・コミュニティに関連するシンボルにはゲイ・ティーンエイジャーの自殺防止啓発リボンや、エイズ啓発リボン、ラブリュス（斧）、パープル・ライノセラス（紫色のサイ）などがある。

## 人権および法的権利への活動

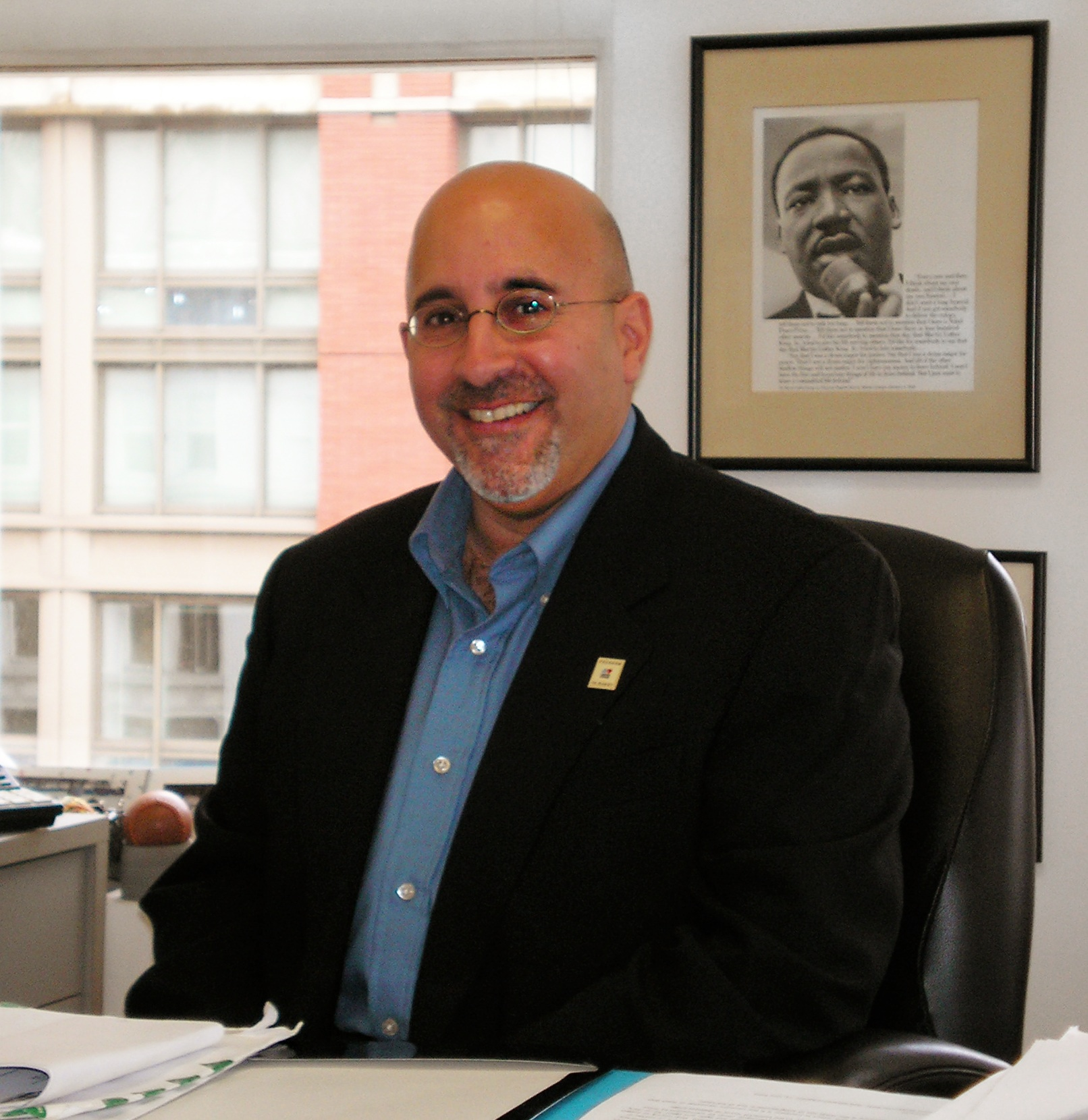
フリーダム・トゥ・マリー（en）キャンペーンの創設者エヴァン・ウォルフソン（en）は同性結婚ムーブメントの礎を築いた人物。

LGBTコミュニティは公民権が過小評価された国や地域においては異性愛の支持者を含めて多くの人に信頼される地域共同体の社会的要素の働きをしている。ゲイ・コミュニティが対応する問題はグローバル化によって幅広くなり、役割も大きくなっている。
アメリカにおいては、第二次世界大戦によって全国各地から集まったクローゼットな地方出身の男性の間でゲイ・コミュニティは広まり、特にヨーロッパの一部では強い進展となった。 戦争から帰還した兵士達の多くは出身地の田舎へ戻る者よりも都市に残り集まって生きる者が多かった。この時代に誕生したコミュニティはゲイの権利を求める運動の始まりとともに政治的な面が成長し、その過程でストーンウォールの反乱をはじめとした事件も発生した。1948年の世界人権宣言はゲイの権利を特別に言及したものではなかったが、平等や差別からの解放が謳われ、宣言に謳われる、平等や全ての人が持つ不可分の権利、人種・ジェンダーや性的指向の非区別などの概念はLGBTの人権活動家達に影響を与えた。
今日では、多くの大都市にゲイ・レズビアンのためのコミュニティセンターが存在している。 大学をはじめとした多くの教育機関でも世界中の多くにLGBTの学生の支援センターが存在する。ヒューマン・ライツ・キャンペーンや、ラムダ・リーガル、エンパワーリング・スピリッツ・ファンデーション、GLAADなどの団体がアメリカ国内ではLGBTの人々に関する事柄を広く支援している。国際的な団体として国際レズビアン・ゲイ協会が存在している。

### 同性結婚
世界の一部ではパートナーシップの権利や結婚が同性間カップルにも拡大適用されている。同性結婚の推進者は同性間カップルにも結婚の適用が必要な理由として、結婚移民や医療、遺産相続や財産権ならびにその他の家族的責任や家族保証（保険や年金）などこれらの権利や義務が結婚が認められていないことによって制限されている点を挙げている。ゲイ・コミュニティ内の同性結婚反対者は、医療における問題などは同性間に結婚の権利を拡大適用によって受益を得ようとするのではなく、関係状態に関係なく人々が得られるようにすべきだと主張している。

## メディアとの関係性
著名人のカミングアウトを受けて、2004年の『Lの世界』など多くのテレビ番組が制作され、ファッションや音楽などのゲイカルチャーと共にゲイ・コミュニティの存在への認知が広まった。メディアの注目によってLGBTコミュニティにはカミングアウト運動も起こった。
自動車会社スバルはフォレスターとアウトバックのマーケティングの一環で2000年3月にワシントンD.C.で行われたゲイの人権向上イベントにてゲイ・コミュニティのスローガンと連動した広告を投入している。一方で1997年にエレン・デジェネレスは自身が主演するシットコムの番組内でカミングアウトを行ったが、スポンサーが宣伝をとり止めた事例があるなど、メディアとLGBTおよびコミュニティとの関係は一律なものではない。またメディアによってLGBTの人物やコミュニティに対して意図的に過剰な演出や出演者による差別的な発言や演出などが行われる場合があり、アメリカのGLAADやイギリスの団体ストーンウォールは公正で正確なゲイ・コミュニティ像の放送を求める活動を行っている。

## 購買層としての認知
Witeck-Combs Communications, Inc. と Marketresearch.comの調査では、アメリカ国内におけるゲイとレズビアンの購買力は2006年に約6600億ドルと推計され、2011年には8350億ドルを超えると予測された。この調査とは別に2012年に2兆ドルという予測の主張もある。イギリスでは「ピンク・ポンド」と呼ばれているこのLGBTの人々の購買力「ピンク・マネー」は、欧米を中心にマーケットとして認知され大小様々な企業が特化した販売戦略でアプローチをしている。この購買層はゲイ・コミュニティへのサポート姿勢を表明する企業ブランドに対して忠実であるとされる。